# Eupetaurus nivamons
Eupetaurus nivamons és una espècie de mamífer rosegador de la família dels esciúrids. Viu a altituds d'entre 3.700 i 4.450 msnm a la província xinesa de Yunnan i, possiblement, al sud-est del Tibet i el nord-est de Myanmar. El seu hàbitat natural són els mosaics de prats d'aiguamoll i matollars espessos. L'holotip tenia una llargada de cap a gropa de 419 mm, la cua de 440 mm, les potes posteriors de 90 mm, les orelles de 44,5 mm i un pes de 1.420 g. Com que fou descoberta fa poc, l'estat de conservació d'aquesta espècie encara no ha estat avaluat, però els científics que la descrigueren recomanaren classificar-la com a espècie «gairebé amenaçada». El seu nom específic, nivamons, significa ‘muntanya nevosa’ en llatí.